# دیوید متسون باتلر
دیوید متسون باتلر (انگلیسی: David Butler; ۳ سپتامبر ۱۹۲۸ – ۲۴ نوامبر ۲۰۲۰) فرد نظامی اهل استرالیا بود. وی همچنین برندهٔ جوایزی همچون ستاره نقره‌ای شده‌است.